# Deivid Washington
Deivid Washington de Souza Eugênio, dit Deivid Washington, né le 5 juin 2005 à Itumbiara au Brésil, est un footballeur brésilien qui évolue au poste d'avant-centre au Santos FC, en prêt du Chelsea FC.

## Biographie

### Santos FC
Né à Itumbiara au Brésil, Deivid Washington est formé par Grêmio puis par le Santos FC. Il se révèle comme l'un des joueurs les plus prometteurs du club, où il se distingue avec les différentes équipes de jeunes. Il termine notamment meilleur buteur du Campeonato Paulista avec les moins de 17 ans avec seize buts, en plus de six buts inscrits dans le championnat brésilien de cette catégorie d'âge. En 2021, il signe son premier contrat professionnel avec Santos.
Il joue son premier match en professionnel le 11 avril 2023, à l'occasion d'une rencontre de coupe du Brésil face au Botafogo FC. Il entre en jeu à la place de Marcos Leonardo et son équipe s'impose par deux buts à zéro,.
Le 17 avril 2023, Deivid prolonge son contrat avec Santos de trois années supplémentaires. 
Deivid fait sa première apparition en première division brésilienne le 6 mai 2023 contre le Cruzeiro EC. Il entre en jeu à la place de Guilherme Camacho (en) lors de ce match perdu par son équipe (2-1 score final). Il inscrit son premier but en professionnel le 10 mai 2023, lors d'une rencontre de championnat contre l'EC Bahia. Titularisé, il ouvre le score au bout de quatre minutes de jeu, et contribue à la victoire de son équipe par trois buts à zéro,.

### Chelsea FC
Le 24 août 2023, Deivid Washington s'engage avec le Chelsea FC. Il signe un contrat courant jusqu'en juin 2030,.
Il joue son premier match pour Chelsea le 28 octobre 2023, lors d'une rencontre de Premier League face au Brentford FC. Il entre en jeu à la place de Marc Cucurella et son équipe est battue par deux buts à zéro,.